# Tom Clancy's Rainbow Six: Extraction
Tom Clancy's Rainbow Six: Extraction es un videojuego de acción y primera persona del fabricante de videojuegos Ubisoft. Es una entrega de la saga Tom Clancy's Rainbow Six. Su lanzamiento fue en enero del 2022.

## Trama
Un parásito alienígena evoluciona rápidamente hasta el punto de arrasar con la vida del planeta, convirtiéndolos en monstruos abominables sedientos de sangre. Un escuadrón del Equipo Rainbow dispuesto a combatir el parásito conocido como REACT se encarga de rescatar a los supervivientes y poner fin a la pandemia.